# Penelope perspicax
La pava caucana, pava del Cauca o pava de monte (Penelope perspicax) es una especie de ave galliforme de la familia Cracidae que se encuentra en los bosques nubosos de los departamentos colombianos de Cauca, Valle, Risaralda 
y Quindío, entre los 700 y 1800 m.s.n.m. No se conocen subespecies.

## Características
Su longitud promedio es de 76 cm. Las plumas de la cabeza, el cuello y la parte alta del dorso y pecho son entre gris y pardo bordeadas de gris claro o blanco, más jaspeadas en el pecho; en el resto de la espalda de color castaño. Presenta borde periocular gris pizarra azulado, pico negruzco, garganta y patas rojas.

## Historia natural
Pasan en la parte media y alta de los árboles y no bajan al suelo. Anidan en los árboles. Su hábitat ha sido reducido y fragmentado por lo que se encuentra en peligro de extinción